# Lissonota jonathani
Lissonota jonathani là một loài tò vò trong họ Ichneumonidae.